# Lijst van zoogdieren met Nederlandse namen - B
Dit is een lijst van zoogdieren met Nederlandse namen met als beginletter van hun wetenschappelijke naam een B.
| Wetenschappelijke naam     | Eerste keuze                        | Overige Nederlandse namen                                            | Commentaar |
| -------------------------- | ----------------------------------- | -------------------------------------------------------------------- | ---------- |
| Babyrousa babyrussa        | Babiroesa                           | Babiroesa, Hertzwijn, Hertenzwijn                                    |            |
| Baiomys taylori            | Amerikaanse dwergmuis               |                                                                      |            |
| Baiyankamys habbema        | Bergbeverrat                        |                                                                      |            |
| Balaena mysticetus         | Groenlandse walvis                  |                                                                      |            |
| Balaenoptera acutorostrata | Dwergvinvis                         |                                                                      |            |
| Balaenoptera bonaerensis   | Antarctische dwergvinvis            |                                                                      |            |
| Balaenoptera borealis      | Noordse vinvis                      | Sei                                                                  |            |
| Balaenoptera brydei        | Brydevinvis                         | Brydes vinvis, Brydewalvis                                           |            |
| Balaenoptera edeni         | Edens vinvis                        | Brydewalvis, Brydes vinvis, Brydevinvis                              |            |
| Balaenoptera musculus      | Blauwe vinvis                       |                                                                      |            |
| Balaenoptera physalus      | Gewone vinvis                       |                                                                      |            |
| Bandicota bengalensis      | Indische pestrat                    |                                                                      |            |
| Bandicota indica           | Indische borstelrat                 |                                                                      |            |
| Barbastella barbastellus   | Mopsvleermuis                       | Dwarsoor, Dwarsoorvleermuis                                          |            |
| Bassaricyon alleni         | Allens olingo                       |                                                                      |            |
| Bassaricyon gabbii         | Olingo                              |                                                                      |            |
| Bassariscus astutus        | Noord-Amerikaanse katfret           | Katfret, Cacomistle                                                  |            |
| Bassariscus sumichrasti    | Midden-Amerikaanse katfret          |                                                                      |            |
| Bathyergus janetta         | Namaquaduinmolrat                   |                                                                      |            |
| Bathyergus suillus         | Kaapse duinmolrat                   |                                                                      |            |
| Beatragus hunteri          | Hunters hartenbeest                 | Hunters lierantilope, Hunterantilope, Hirola                         |            |
| Berardius arnuxii          | Zuidelijke zwarte dolfijn           | Spitssnuitdolfijn van Arnoux, Spitssnuitdolfijn van Arnuxi           |            |
| Berardius bairdii          | Zwarte dolfijn                      | Spitssnuitdolfijn van Baird                                          |            |
| Bettongia gaimardi         | Tasmaanse borstelstaartkangoeroerat | Australisch buidelkonijn                                             |            |
| Bettongia lesueur          | Lesueurborstelstaartkangoeroerat    | Lesueurbuidelkonijn                                                  |            |
| Bettongia penicillata      | Borstelstaartkangoeroerat           | Pluimstaartbettong, Kwaststaartratkangoeroe, Kwaststaartkangoeroerat |            |
| Bison bison                | Bizon                               | Amerikaanse bizon                                                    |            |
| Bison bonasus              | Wisent                              | Europese bizon                                                       |            |
| Biswamoyopterus biswasi    | Namdaphaglijvlieger                 |                                                                      |            |
| Blarina brevicauda         | Kortstaartspitsmuis                 |                                                                      |            |
| Blarina carolinensis       | Zuidelijke kortstaartspitsmuis      |                                                                      |            |
| Blarina hylophaga          | Elliots kortstaartspitsmuis         |                                                                      |            |
| Blarinella quadraticauda   | Aziatische kortstaartspitsmuis      |                                                                      |            |
| Blastocerus dichotomus     | Zuid-Amerikaans moerashert          | Moerashert                                                           |            |
| Bos frontalis              | Gaur                                |                                                                      |            |
| Bos grunniens              | Jak                                 | Bromrund, jak                                                        |            |
| Bos javanicus              | Banteng                             |                                                                      |            |
| Bos sauveli                | Kouprey                             |                                                                      |            |
| Bos taurus                 | Rund                                |                                                                      |            |
| Boselaphus tragocamelus    | Nijlgau                             | Nijlgauantilope, Grote nijlgau, Nilgau, Nylgau                       |            |
| Brachylagus idahoensis     | Dwergkonijn                         |                                                                      |            |
| Brachytarsomys albicauda   | Kortvoeteilandrat                   |                                                                      |            |
| Brachyteles arachnoides    | Zuidelijke spinaap                  | Wolspinaap, Muriqui, Moeriki                                         |            |
| Brachyteles hypoxanthus    | Noordelijke spinaap                 |                                                                      |            |
| Bradypus torquatus         | Kraagluiaard                        | Drievingerige kraagluiaard                                           |            |
| Bradypus tridactylus       | Drievingerige luiaard               | Aï                                                                   |            |
| Bradypus variegatus        | Kapucijnluiaard                     | Bruinkeelluiaard                                                     |            |
| Bubalus bubalis            | Waterbuffel                         | Aziatische buffel, Indische buffel, Arni, Arnee, Karbouw             |            |
| Bubalus depressicornis     | Anoa                                | Anoeang, Laaglandanoa, Dwergbuffel, Gemsbuffel                       |            |
| Bubalus mindorensis        | Tamaroe                             | Tamarou, Tamarau, Mindorobuffel                                      |            |
| Bubalus quarlesi           | Berganoa                            | Quarles’ anoa                                                        |            |
| Budorcas taxicolor         | Takin                               | Gnoegeit, Rundergems                                                 |            |
| Bunolagus monticularis     | Hottentothaas                       | Vleihaas, Oeverkonijn                                                |            |

A · 
B ·
C ·
D ·
E ·
F ·
G ·
H ·
I ·
J ·
K ·
L ·
M ·
N ·
O ·
P ·
R ·
S ·
T ·
U ·
V ·
W ·
X ·
Z